# Albinospila floresaria
Albinospila floresaria là một loài bướm đêm trong họ Geometridae.